# 紫红花滇百合
紫红花滇百合（学名：Lilium bakerianum var. rubrum）为百合科百合属滇百合的变种。分布在中国大陆的云南等地，生长于海拔1,500米至2,000米的地区，多生在溪边、杂木林缘和山坡草地，目前尚未由人工引种栽培。